# Armes Prydein
Armes Prydein (« La Prophétie de Bretagne ») est un poème gallois du Xe siècle. Il figure dans le Livre de Taliesin, un manuscrit composé dans la première moitié du XIVe siècle.
Long de 198 ou 199 lignes, il annonce l'expulsion future des Anglo-Saxons de Grande-Bretagne par une vaste alliance réunissant les Gallois, les Vikings et les Gaëls d'Irlande, les Pictes et les habitants des Cornouailles, du Strathclyde, du Hen Ogledd et de Bretagne, sous la direction des héros ressuscités Cynan et Cadwaladr.
Le poème pourrait avoir été rédigé en réaction à la soumission du pays de Galles aux rois du Wessex Édouard l'Ancien et Æthelstan. La vaste coalition qu'il propose rappelle l'alliance entre les Vikings de Dublin et les rois de Strathclyde et d'Écosse qui est vaincue à Brunanburh en 937 par Æthelstan.
L'une des plus anciennes mentions du prophète Myrddin Wyllt figure dans le poème.